# تاریخ مثلثات
نمونه های ابتدایی مثلثات را در هزاره دوم پیش از میلاد در مصر و بابل میتوان مشاهده کرد. در یونان باستان از رابطه بین یک وتر دایره با زاویه مربوط به آن استفاده میگشت که همچنان روش ابتدایی بود. ستاره‌شناسان هندی نیز مثلثات را به کار می‌گرفتند. در دوره گوپتا، افرادی مانند آریابهاتا (سده شش پیش از میلاد) از مثلثات استفاده کردند. 
در قرون وسطا، دانشمندان ایرانی و عربی مانند خواجه نصیرالدین طوسی ابوریحان بیرونی خوارزمی و مروزی در تکمیل آن کوشیدند تا در نهایت فرمولهای مثلثاتی امروزی را بتانی در قرن دهم میلادی ارائه داد. 
افرادی چون رگیومونتانوس، مثلثات مسلمین را به لاتین ترجمه کردند و به اروپا بردند. توسعه مثلثات نوین، در عصر روشنگری توسط دانشمندانی چون آیزاک نیوتن و جیمز استرلینگ آغاز شد و لئونارد اویلر، ما را به امروز رساند.

## نام‌گذاری
نام‌گذاری مثلثات در علوم اسلامی، به دلیل آن است که پایه این علم، مثلث است. که در ترجمه اروپایی هم بطور تحت اللفظی وارد شده است ترایگون=سه ضلعی .
نام سینوس از واژه سانسکریت جیوا گرفته شده‌است. این واژه در عربی، به جیب تبدیل شد و پس از ترجمه متون عربی به لاتین، مترجمان که آن را به اشتباه، جَیب (به معنی خلیج) خوانده بودند، این واژه را به سینوس (به معنی خلیج) برگرداندند.

## توسعه

### مثلثات اولیه
ریاضیات باستانی مصر و بابل، قضیه‌هایی را در زمینه نسبت میان اضلاع مثلث‌های مشابه می‌دانستند. البته از آن‌جایی که  مفهوم  زاویه را نمی‌دانستند، به جای آن، محدود به مطالعه اضلاع مثلث بودند.
ستاره‌شناسان بابلی، جزئیات اندازه‌گیری طلوع و غروب ستاره‌ها، حرکت سیارات و کسوف و خسوف را ثبت می‌کردند. برای همه این موارد، آشنایی با اندازه‌گیری زاویه‌ها ضروری بود. برخی معتقدند که بابلیان جدول سکانت‌ها را هم تهیه کرده بودند. البته مشخص نیست که این جدول، مربوط به مثلث‌های فیثاغورسی، حل معادلات درجه دوم یا جدول مثلثاتی بوده‌است.
مصریان شکل اولیه‌ای از مثلثات را برای ساختن اهرام در هزاره دوم پیش از میلاد به کار می‌بردند.

### ریاضیات یونان

وتر روبروی یک زاویه

ریاضی‌دانان یونان باستان، از وتر  پاره‌خطی در دایره و روبروی یک زاویه مرکزی استفاده میکردند.  نصف وتر، برابر سینوس نصف زاویه مرکزی روبروی آن است:
{\displaystyle \mathrm {chord} \ \theta =2\sin {\frac {\theta }{2}}}
و در نتیجه، تابع سینوس به عنوان نصف وتر، شناخته می‌شد. به دلیل این رابطه، تعدادی از اتحادهای مثلثاتی کنونی برای ریاضی‌دانان یونان باستان، البته در شکل دیگری شناخته شده بودند.
مثلثات در کارهای اقلیدس و ارشمیدس به وضوح دیده نمی‌شود، ولی برخی از قضیه‌های آنان به روشی هندسی ارائه شده‌اند که معادل با برخی قانون‌ها یا فرمول‌های مثلثاتی هستند. برای نمونه، گزاره‌های ۱۲ و ۱۳ کتاب دوم عناصر، قانون کسینوس‌ها به ترتیب برای زاویه‌های باز و تند هستند. قضیه‌هایی در مورد وتر، کاربرد قانون سینوس‌ها می‌باشند. قضیه ارشمیدس در وترهای شکسته، معادل رابطه‌های سینوس جمع و تفاضل دو زاویه است. برای جبران نبود جدول وترها، ریاضی‌دانان عصر آریستارخوس گاهی از رابطه‌ای که شکل نوین آن به صورت sinα/sinβ<α/β<tanα/tanβ برای زاویه‌هایی در بازه ۰°<β<α<۹۰° با نام نابرابری آرسیستارخوس شناخته می‌شود، استفاده می‌کردند.
ظاهراً نخستین جدول مثلثاتی توسط ابرخس نیقیه (۱۸۰ - ۱۲۵ پ.م) ایجاد شده و او به همین دلیل، اکنون با نام پدر مثلثات شناخته می‌شود. ابرخس نخستین کسی بود که مقدار کمان و وتر متناظر با مجموعه‌ای از زاویه‌ها را جدول‌بندی کرد.
هرچند که زمان آغاز استفاده از دایره °۳۶۰ در ریاضیات مشخص نیست، ولی می‌دانیم که دایره °۳۶۰ مدت کوتاهی پس از آن که آریستارخوس ساموسی مقاله در اندازه‌ها و فاصله‌های خورشید و ماه را نوشت، به ریاضیات معرفی شد. زیرا او زاویه را برحسب نسبتی از ربع دایره، اندازه‌گیری کرد. به نظر می‌رسد که استفاده عملی از دایره °۳۶۰ بسیار تحت تأثیر جدول وترهای ابرخس بوده‌است. ممکن است که ابرخس ایده این تقسیم‌بندی را از هیپسیکلس که پیشتر روز را به ۳۶۰ بخش، تقسیم کرده‌بود گرفته باشد. این تقسیم‌بندی روز احتمالاً توسط ستاره‌شناسان بابلی پیشنهاد شده‌است.

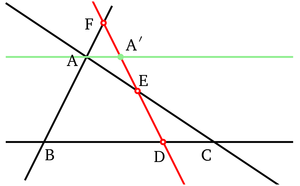
قضیه منلائوس

منلائوس اسکندریه سه کتاب اسفریکا را نوشت. در نخستین کتاب، بر پایه مثلثات صفحه‌ای اقلیدس، پایه‌ای برای مثلثات کروی قرار داد. او قضیه‌ای را که متناظر اقلیدسی ندارد، به این صورت برقرار نمود که دو مثلث کروی متجانس هستند، اگر زاویه‌های متناظر آن‌ها برابر باشند. ولی او بین مثلث‌های کروی متجانس و متقارن، تفاوتی قائل نشد. قضیه دیگر او، این است که جمع زاویه‌های یک مثلث کروی، از °۱۸۰ درجه بیشتر است. کتاب دوم اسفریکا هندسه کروی را در ستاره‌شناسی اعمال می‌کند و کتاب سوم، شامل قضیه منلائوس است. او بعدتر قانون مشهور شش مقدار را ارائه کرد.
مدتی پس از منلائوس، کلودیوس بطلمیوس وترهای دایره‌ای ابرخس را در کتاب المجسطی خود توسعه داد. المجسطی در اصل، کاری در زمینه ستاره‌شناسی است و ستاره‌شناسی وابسته به مثلثات می‌باشد. جدول وترهای بطلمیوس، اندازه وترهای یک دایره با قطر ۱۲۰ را به عناون تابعی از درجه در کمان متناظر در بازه ۱/۲ تا ۱۸۰ با گام ۱/۲ می‌دهد. ۱۳ کتاب المجسطی تأثیرگذارترین و مهم‌ترین کار مثلثاتی دوران باستان است. یک قضیه که اساس محاسبات وتری بطلمیوس بود، قضیه بطلمیوس است. بر پایه این قضیه، مجموع حاصل‌ضرب ضلع‌های روبرو در یک چهارضلعی محاطی برابر با حاصل‌ضرب دو قطر آن است. یک حالت خاص قضیه بطلمیوس، در گزاره ۹۳ کتاب داتای اقلیدس مشاهده می‌شود. قضیه بطلمیوس منجر به چهار رابطه جمع و تفاضل سینوس و کسینوس شد که اکنون با نام فرمول‌های بطلمیوس شناخته می‌شوند. هرچند که خود بطلمیوس، به جای سینوس و کسینوس از وتر استفاده کرد. بطلمیوس بعدتر رابطه نصف زاویه را نیز استخراج نمود.
{\displaystyle \sin ^{2}\left({\frac {x}{2}}\right)={\frac {1-\cos(x)}{2}}}
بطلمیوس از این نتایج برای ساخت جدول‌های مثلثاتی حود بهره گرفت. ولی این که آیا این جدول‌ها از کار ابرخس گرفته شده‌اند، مشخص نیست.
اکنون اثری از هیچ یک از جدول‌های ابرخس و بطلمیوس وجود ندارد. ولی توصیفات سایر نویسندگان باستان، احتمال وجود آن‌ها را افزایش می‌دهد.

### ریاضیات هند
برخی از توسعه‌های اولیه و بسیار مهم مثلثات در هند، انجام شد. کارهای تأثیرگذاری در سده‌های ۴ و ۵ میلادی که با نام سیدهانتا (شامل ۵ کتاب که یکی از آن‌ها با نام سوریا سیدهانتا بیش از بقیه باقی مانده) شناخته می‌شوند،) برای نخستین بار، سینوس را به صورت نوین آن (به شکل رابطه میان نصف زاویه و نصف وتر) و نیز کسینوس را تعریف نمودند. پس از مدتی کوتاه، آریابهاتا سیدهانتاها را در کتابی به نام آریابهاتیا جمع‌آوری کرد و آن را توسعه داد. سیدهانتاها و آریابهاتیا شامل نخستین جدول‌های بازمانده مقدارهای سینوس در بازه ۰ تا ۹۰ درجه با گام ۳٫۷۵ درجه و با دقت ۴ رقم اعشارهستند. آنان از واژه جیا برای سینوس و کوجیا برای کسینوس استفاده می‌کردند.
در سده هفتم میلادی، باسکارای اول رابطه‌ای برای محاسبه سینوس یک زاویه تند بدون استفاده از جدول، ایجاد کرد. او هم‌چنین رابطه تقریبی زیر را برای سینوس ارائه کرد که دارای خطای نسبی کمتر از ۱٫۹٪ است:
{\displaystyle \sin x\approx {\frac {16x(\pi -x)}{5\pi ^{2}-4x(\pi -x)}},\qquad \left(0\leq x\leq \pi \right)}
مدتی بعد براهماگوپتا رابطه را اصلاح کرد:
{\displaystyle \ 1-\sin ^{2}(x)=\cos ^{2}(x)=\sin ^{2}\left({\frac {\pi }{2}}-x\right)}
باسکارای دوم، یک محقق هندی دیگر بود که در سده دوازدهم میلادی مثلثات کروی را توسعه داد و بسیاری از نتایج مثلثاتی را کشف نمود. باسکارای دوم نخستین کسی بود که رابطه‌های جمع و تفاضل دو زاویه مانند رابطه‌های زیر را کشف کرد:
- {\displaystyle \sin \left(a+b\right)=\sin a\cos b+\cos a\sin b}
- {\displaystyle \sin \left(a-b\right)=\sin a\cos b-\cos a\sin b}

مدهاوا (سده ۱۴ میلادی) نخستین تحلیل‌های ریاضی تابع‌های مثلثاتی و بسط‌های نامتناهی آن‌ها را انجام داد. او مفهوم سری توانی و سری تیلور را ایجاد کرد و بسط سری توانی سینوس، کسینوس، تانژانت و آرکتانژانت را تهیه کرد. با استفاده از تقریب سری تیلور سینوس و کسینوس، او جدول سینوس را تا ۱۲ رقم اعشار و جدول کسینوس را تا ۹ رقم اعشار تهیه کرد. او سری توانی عدد π، شعاع، قطر و محیط یک دایره را برحسب تابع‌های مثلثاتی ارائه داد. شاگردانش در مدرسه ستاره‌شناسی و ریاضیات کرالا کارهای او را تا سده ۱۶ میلادی ادامه دادند.
| ردیف | سری                                     | نام                   | کاشفان غربی سری‌ها و تاریخ تقریبی کشف         |
| ---- | --------------------------------------- | --------------------- | -------------------------------------------- |
| ۱    | sin x = x - x3/3! + x5/5! - x7/7! + ... | سری سینوس مدهاوا      | آیزاک نیوتون (۱۶۷۰) و ویلهلم لایبنیتز (۱۶۷۶) |
| ۲    | cos x = 1 - x2/2! + x4/4! - x6/6! + ... | سری کسینوس مدهاوا     | آیزاک نیوتون (۱۶۷۰) و ویلهلم لایبنیتز (۱۶۷۶) |
| ۳    | tan-۱x = x - x3/3 + x5/5 - x7/7 + ...   | سری آرکتانژانت مدهاوا | جیمز گرگوری (۱۶۷۱) و ویلهلم لایبنیتز (۱۶۷۶)  |

نوشته هندی یوکتیبهاسا شامل اثبات بسط تابع‌های سینوس و کسینوس و استخراج و اثبات سری توانی برای وارون تانژانت است که توسط مدهاوا کشف شدند. این نوشته، شامل قانون‌هایی برای یافتن سینوس و کسینوس جمع و تفاضل دو زاویه نیز هست.

### دوران اسلامی

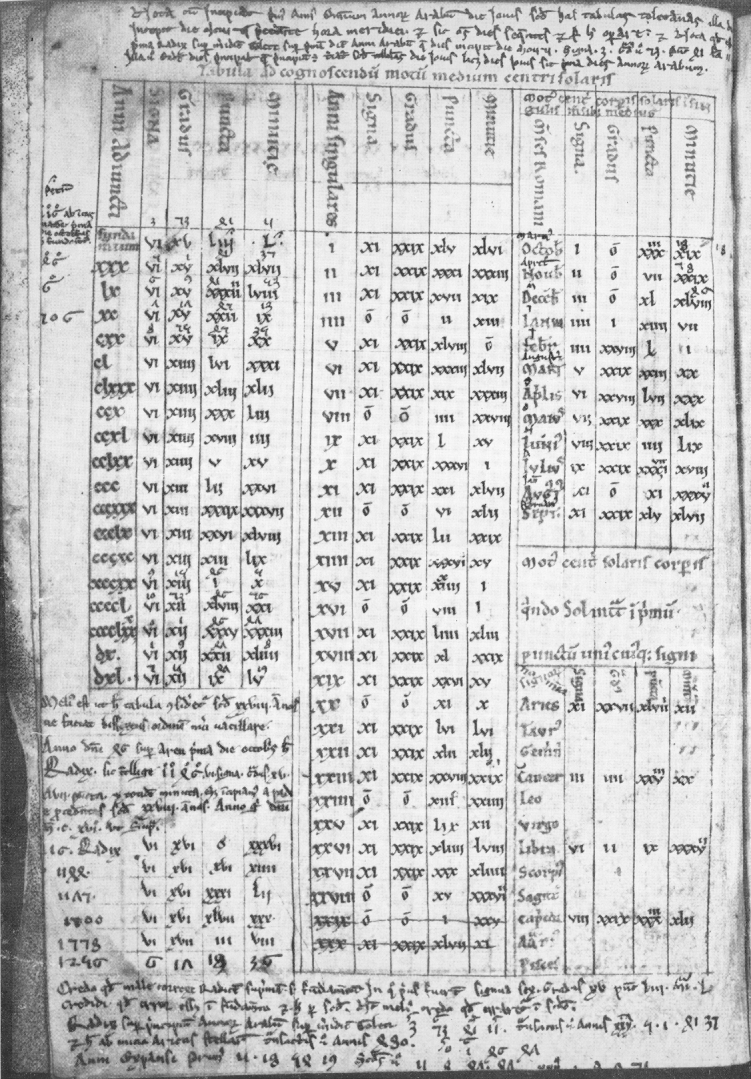
نمونه‌ای از جداول نجومی خوارزمی

کارهای هندیان، در عصر طلایی اسلام، توسط ریاضی‌دانان مسلمان ترجمه  و گسترش یافتند. 
افزون بر کارهای هندیان، مسلمانان با روش‌های یونانی برای استفاده از مثلث‌های کروی، به ویژه روش منلائوس که قضیه منلائوس را برای حل مسائل کروی توسعه داد، آشنا بودند.

دایره مثلثاتی ابداعی مسلمین

آنان مثلثات یونانی را که از وتر دایره استفاده میکرد تغییر دادند و از مثلث محاط استفاده کردند که مثلثات امروزی ما است . 

پس از این توسعه در ریاضیات اسلامی، مثلثات به صورت علمی مجزا که به مطالعه مثلث‌های مسطح و کروی و اضلاع و زاویه‌های آن‌ها می‌پردازد، معرفی شد.
برای تعیین روزهای مقدس در تقویم اسلامی که زمان‌بندی آن بر پایه گردش ماه بود، ستاره‌شناسان نخست از روش منلائوس برای محاسبه موقعیت ماه و ستاره‌ها استفاده می‌کردند. در این روش، دو مثلث قائم‌الزاویه متقاطع در نظر گرفته می‌شدند و با اعمال قضیه منلائوس با معلوم بودن پنج ضلع، اندازه ضلع ششم به دست می‌آمد. معلوم شد که این روش، مشکل است. برای برخی محاسبات مانند تعیین زمان از روی ارتفاع خورشید، تکرار چندباره قضیه منلائوس ضروری بود. به همین دلیل، ریاضی دانان مسلمان بر آن شدند که روش مثلثاتی تازه‌ای پیدا کنند.
در سده نهم میلادی، محمد ابن موسی خوارزمی جداول دقیق سینوس و کسینوس و نخستین جدول تانژانت را تهیه کرد. او سهم زیادی نیز در توسعه مثلثات کروی دارد. در ۸۳۰ میلادی، مروزی نخستین جدول کتانژانت را تهیه کرد.
بتانی روابط مثلثاتی که امروزه ما استفاده میکنیم را ابداع کرد وی تابع‌های معکوس تانژانت و کتانژانت را ابداع کرد و نخستین جدول کتانژانت را برای هر درجه از °۱ تا °۹۰ تهیه کرد.
در سده دهم میلادی، هر شش تابع مثلثاتی در کار ابوالوفا بوزجانی مورد استفاده قرار می‌گرفتند. ابوالوفا جدول‌های سینوس را با گام °۰٫۲۵ با دقت ۸ رقم اعشار و جدول‌های دقیق تانژانت را در اختیار داشت. او رابطه مثلثاتی زیر را نیز ایجاد نمود:
{\displaystyle \ \sin(2x)=2\sin(x)\cos(x)}
ابوالوفا اتحادهای جمع و تفاضل دو زاویه را نیز با اثبات کاملشان ارائه داد:
{\displaystyle \sin(\alpha \pm \beta )={\sqrt {\sin ^{2}\alpha -(\sin \alpha \sin \beta )^{2}}}\pm {\sqrt {\sin ^{2}\beta -(\sin \alpha \sin \beta )^{2}}}}
{\displaystyle \sin(\alpha \pm \beta )=\sin \alpha \cos \beta \pm \cos \alpha \sin \beta }
او قانون سینوس‌ها را برای مثلثات کروی نیز کشف کرد:
{\displaystyle {\frac {\sin A}{\sin a}}={\frac {\sin B}{\sin b}}={\frac {\sin C}{\sin c}}}
در اواخر سده دهم و اوایل سده یازدهم میلادی، ابن یونس (ستاره‌شناس مصری) محاسبات مثلثاتی دقیق را انجام داد و اتحاد مثلثاتی زیر را به دست آورد:
{\displaystyle \cos a\cos b={\frac {\cos(a+b)+\cos(a-b)}{2}}}
جیانی در سده یازدهم در آندلس کتاب کمان‌های مجهول کره را نوشت که شامل نخستین برخوردها با مثلثات کروی در شکل نوین آن است. این کتاب شامل رابطه‌هایی برای مثلث‌های قائم‌الزاویه کروی، قانون عمومی سینوس‌ها و حل یک مثلث کروی با استفاده از مثلث‌های قطبی است. این نحوه برخورد او بعداً تأثیر بزرگی در ریاضیات اروپا داشت و به نظر می‌رسد تعریف نسبت‌ها با اعداد و روش حل مثلث کروی هنگامی که همه اضلاع مجهول هستند توسط جیانی تأثیراتی داشته‌اند.
ریاضی‌دانان مسلمان، روش مثلث‌سازی را ایحاد کردند و از آن در کارهای عملی مانند نقشه‌برداری و جغرافیا (که در آغاز سده یازدهم میلادی توسط ابوریحان بیرونی شرح داده شده) استفاده نمودند. بیرونی شیوه‌های مثلث‌سازی برای اندازه‌گیری ابعاد زمین و فاصله میان مکان‌های مختلف را معرفی کرد. در پایان سده یازدهم، عمر خیام معادلات درجه سوم را با حل عددی تقریبی که از درونیابی جداول مثلثاتی به دست می‌آمد، حل کرد. خواجه نصیرالدین طوسی در سده سیزدهم، نخستین کسی بود که مثلثات را به عنوان یک شاخه ریاضیات و مستقل از ستاره‌شناسی در نظر گرفت و مثلثات کروی را به شکل امروزی آن درآورد. او فهرستی از شش حالت مثلث قائم‌الزاویه در مثلثات کروی تهیه کرد و قانون سینوس‌ها را برای مثلث‌های مسطح و کروی بیان نمود، قانون تانژانت‌ها را برای مثلث‌های کروی کشف کرد و اثبات‌هایی برای این دو قانون ارائه کرد.
در سده پانزدهم، غیاث‌الدین جمشید کاشانی نخستین تعریف صریح قانون کسینوس‌ها را به صورتی که برای مثلث‌سازی مناسب باشد، بیان کرد. او سینوس زاویه °۱ را نیز با حل معادله درجه ۳ برحسب زاویه °۳ تا ۱۷ رقم اعشار محاسبه کرد.

### ریاضیات چین

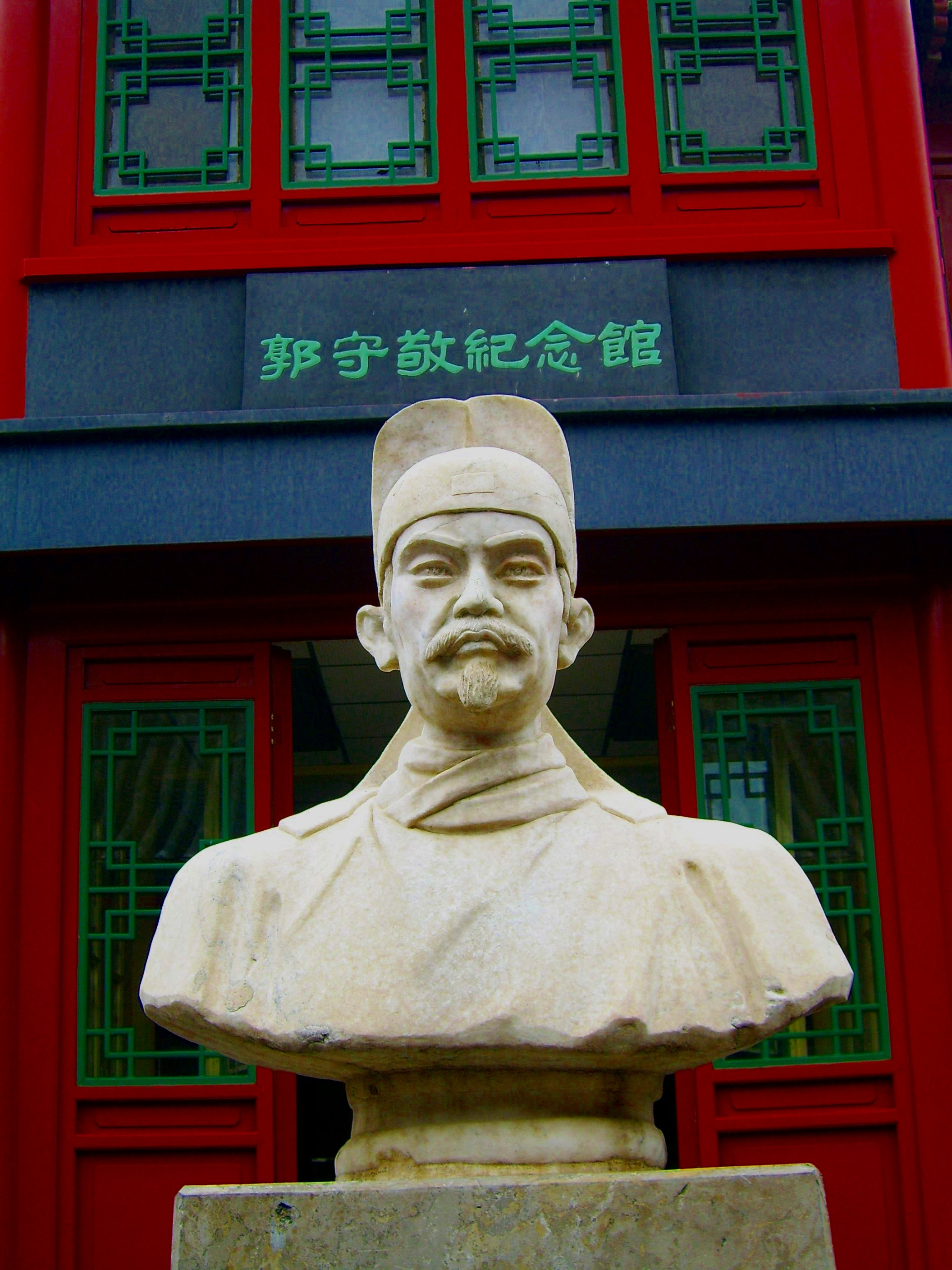
گو شوجینگ (۱۲۳۱-۱۳۱۶)

در چین، کتاب آریابهاتا در ۷۱۸ میلادی در دوره سلسله تانگ، ترجمه شد. هرچند که چینیان در زمینه‌های دیگر ریاضی مانند قضیه دوجمله‌ای، فرمول‌های جبری مختلط و هندسه فضایی تبحر داشتند، نخستین شکل‌های مثلثات به اندازه یونان بوستان، هند و جهان اسلام، در چین مورد استفاده قرار نداشت. به جای آن، چینیان از یک روش تجربی جایگزین استفاده می‌کردند و استفاده عملی از سینوس، تانژانت و سکانت در هندسه مسطحه، شناخته‌شده بود. البته این شکل ابتدایی مثلثات به تدریج در دوره سلسله سونگ تغییر یافت و پیشرفت کرد و ریاضی‌دانان چینی توجه بیشتری به مثلثات کروی مبذول کردند. زیرا برای محاسبات تقویمی و ستاره‌شناسی به این علم نیاز داشتند.
شن کو، دانشمند و ریاضی‌دان چینی سده یازدهم، از توابع مثلثاتی برای حل مسائل مربوط به کمان‌ها و وترها استفاده کرد. شن کو یک رابطه تقریبی برای محاسبه طول کمان s در دایره‌ای به قطر d، زه (فاصله مرکز کمان تا مرکز وتر متناظر آن) v و طول وتر متناظر c به دست آورد:
{\displaystyle s=c+{\frac {2v^{2}}{d}}}
گو شوجینگ در سده سیزدهم، از کارهای شن کو در اندازه‌گیری کمان برای توسعه مثلثات کروی بهره برد. گو در محاسبات خود برای بهبود تقویم چینی و ستاره‌شناسی چینی از مثلثات کروی استفاده کرد.
با وجود دستاوردهای شن و گو در مثلثات، تا سال ۱۶۰۷، هیچ کار بنیادی دیگری در چین در این زمینه انجام نشد. در این سال، عناصر اقلیدسی توسط شو گانگ‌کی منتشر شد.

### مثلثات در اروپا و توسعه های بعدی
با زوال علم اسلامی پس از یورش مغولان در ۱۲۵۸میلادی دیگر علمی از سرزمینهای اسلامی بیرون نیامد ولی مثلثات در اروپا به توسعه
خود ادامه داد و دانشمندان زیادی با خوانش آثار مسلمین آنها را بتدریج توسعه دادند و تکمیل کردند:

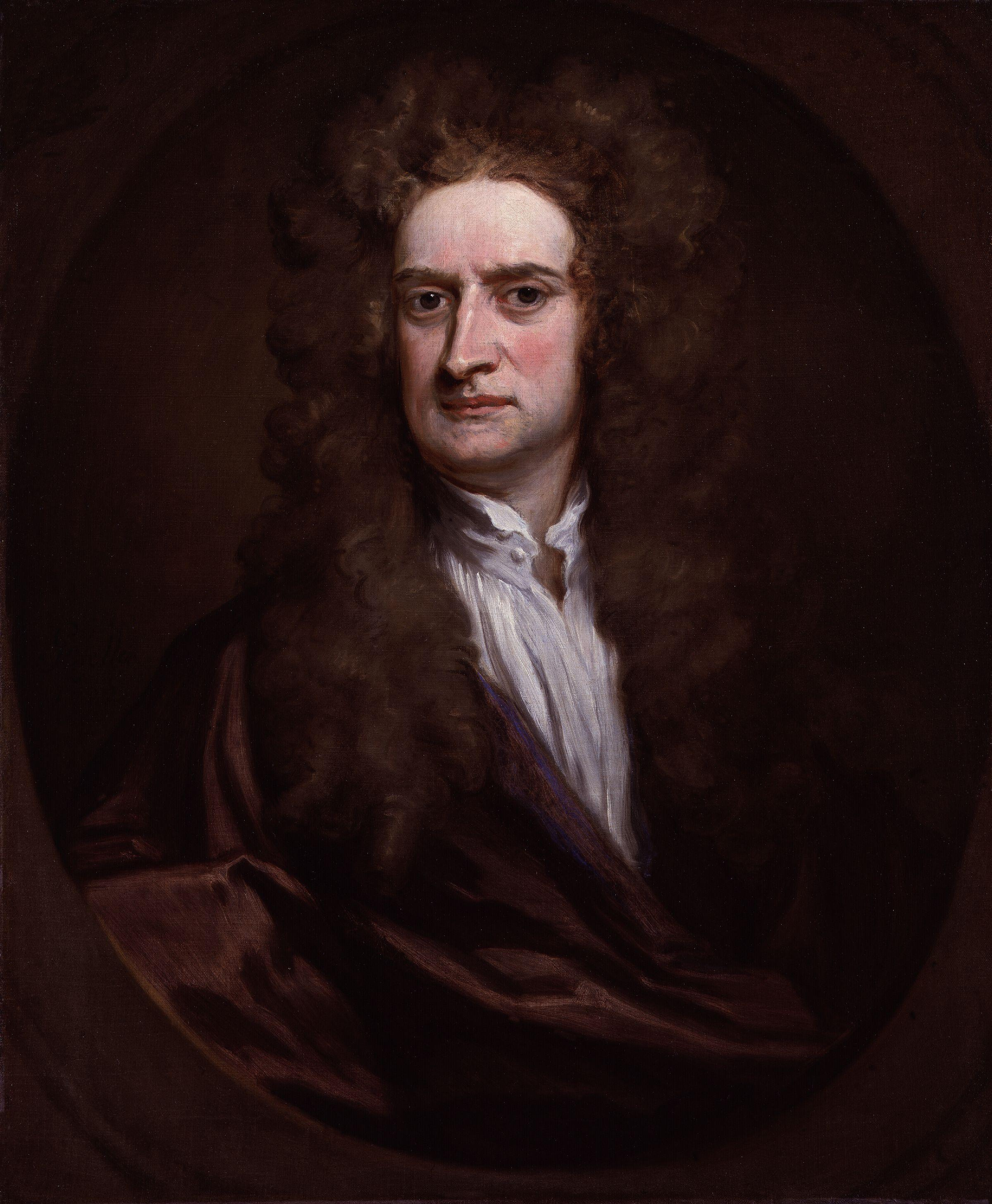
پرتره آیزاک نیوتن اثر گادفری نلر (۱۷۰۲)

- لوی بن گرشون در ۱۳۴۲ کتاب سینوس‌ها، وترها و کمان‌ها را نوشت شامل اثبات قانون سینوس‌ها در مثلث‌ مسطح بود.[۴۰]

- یک جدول مثلثاتی ساده‌شده در سده‌های ۱۴ و ۱۵ میلادی توسط ملوانان مدیترانه برای محاسبه دوره‌های ناوبری مورد استفاده قرار می‌گرفت.

- رگیومونتانوس نخستین اروپایی بود که مثلثات را به عنوان یک شاخه مستقل ریاضیات مورد مطالعه قرار داد.[۴۱]

- گئورگ یواخیم رتیکوس نخستین اروپایی بود که تابع‌های مثلثاتی را به جای دایره، مستقیماً بر پایه مثلث قائم‌الزاویه تعریف کرد. او جدول‌هایی را نیز برای شش تابع مثلثاتی ارائه داد.

- در سده هفدهم میلادی، آیزاک نیوتن و جیمز استرلینگ فرمول درونیابی عمومی نیوتن-استرلینگ را برای تابع‌های مثلثاتی ایجاد کردند.

- در سده هجدهم لئونارد اویلر روش برخورد تحلیلی با تابع مثلثاتی را بنا نهاد، سری نامتناهی آنها را به دست آورد و فرمول اویلر (eix=cosx+isinx) را ارائه کرد. پیش از او، روژه کوته مشتق سینوس را محاسبه کرده‌بود.[۴۲]

- هم‌چنین در سده هجدهم، بروک تیلور سری عمومی تیلور را تعریف کرد و بسط تیلور و تقریب‌های هر شش تابع مثلثاتی را ارائه کرد.